# ان‌جی‌سی ۱۲۸۸
ان‌جی‌سی ۱۲۸۸ (انگلیسی: NGC 1288) نام یک کهکشان در صورت فلکی کوره است.